# أبيودن كويا
أبيودن كويا (بالإنجليزية: Abiodun Koya)‏ هي مغنية أوبرا نيجيرية، ولدت في 22 ديسمبر 1980 في ولاية أوغون في نيجيريا.